# Актобе (Акмолинская область)
Актобе (каз. Актобе, до 1993 г. — Любицкое) — упразднённое село в Жаркаинском районе Акмолинской области Казахстана. Входило в состав Далабайского сельского округа. Исключено из учётных данных в 2005 году.

## География
Село располагалось на берегу реки Ишим, в 47 км на восток от центра района города Державинск. 

## Население
В 1989 году население села составляло 197 человек (из них казахов 100%).
В 1999 году население села составляло 131 человек (60 мужчин и 71 женщина).
| Численность населения | Численность населения |
| 1989                  | 1999                  |
| --------------------- | --------------------- |
| 197                   | ↘131                  |